# 음봄벨라
넬스프뢰이트(아프리칸스어: Nelspruit) 또는 음봄벨라(스와티어: Mbombela)는 남아프리카 공화국 음푸말랑가 주의 엘란제니 행정구 음봄벨라 지방자치단체에 위치한 도시이다. 2000년까지 독립적인 지방자치단체였다. 2010년 FIFA 월드컵 개최를 앞둔 2009년 10월 남아프리카 공화국 정부가 도시의 공식 명칭을 본 도시가 위치한 지방자치단체의 명칭에 맞춰 음봄벨라로 일방적으로 변경하였으나, 지역 상공회의소를 중심으로 중앙정부의 결정에 대해 소송을 제기하여 2013년 11월 대법원의 보류 판단으로 명칭변경 절차 진행이 진행되지 않다가, 2014년에 대법원에서 승인되었다. 음봄벨라 지방자치단체의 중심지로, 해당 지자체의 규모는 인구 588,794명에 면적 5,394km2이다.

## 개요
이웃 나라 모잠비크 국경에서 60km 서쪽에 위치하여 시내에는 주로 요하네스버그와 비행에 사용되는 크루거 넬스프뢰이트 국제 공항 및 카지노가 있다. 또한 근처의 크루거 국립공원과 모잠비크를 여행하는 관광객을 위한 중요한 경유지가 되어 있다. 음봄벨라 경기장에서 2010 FIFA 월드컵 경기가 개최된다.

## 스포츠
음봄벨라 경기장에서 2010년 FIFA 월드컵 경기가 개최된다.

## 기후
| Nelspruit의 기후                    | Nelspruit의 기후 | Nelspruit의 기후 | Nelspruit의 기후 | Nelspruit의 기후 | Nelspruit의 기후 | Nelspruit의 기후 | Nelspruit의 기후 | Nelspruit의 기후 | Nelspruit의 기후 | Nelspruit의 기후 | Nelspruit의 기후 | Nelspruit의 기후 | Nelspruit의 기후 |
| 월                                  | 1월              | 2월              | 3월              | 4월              | 5월              | 6월              | 7월              | 8월              | 9월              | 10월             | 11월             | 12월             | 연간             |
| ----------------------------------- | ---------------- | ---------------- | ---------------- | ---------------- | ---------------- | ---------------- | ---------------- | ---------------- | ---------------- | ---------------- | ---------------- | ---------------- | ---------------- |
| 역대 최고 기온 °C (°F)              | 40 (104)         | 39 (102)         | 38 (100)         | 36 (97)          | 35 (95)          | 32 (90)          | 32 (90)          | 35 (95)          | 38 (100)         | 40 (104)         | 38 (100)         | 38 (100)         | 40 (104)         |
| 일평균 최고 기온 °C (°F)            | 29 (84)          | 29 (84)          | 28 (82)          | 27 (81)          | 25 (77)          | 23 (73)          | 23 (73)          | 25 (77)          | 27 (81)          | 27 (81)          | 27 (81)          | 28 (82)          | 27 (81)          |
| 일평균 최저 기온 °C (°F)            | 19 (66)          | 19 (66)          | 18 (64)          | 14 (57)          | 10 (50)          | 6 (43)           | 6 (43)           | 9 (48)           | 12 (54)          | 14 (57)          | 17 (63)          | 18 (64)          | 13 (55)          |
| 역대 최저 기온 °C (°F)              | 11 (52)          | 11 (52)          | 10 (50)          | 5 (41)           | 2 (36)           | −2 (28)          | −1 (30)          | −1 (30)          | 2 (36)           | 5 (41)           | 10 (50)          | 10 (50)          | −2 (28)          |
| 평균 강수량 mm (인치)               | 127 (5.0)        | 108 (4.3)        | 90 (3.5)         | 51 (2.0)         | 15 (0.6)         | 9 (0.4)          | 10 (0.4)         | 10 (0.4)         | 26 (1.0)         | 75 (3.0)         | 115 (4.5)        | 131 (5.2)        | 767 (30.2)       |
| 평균 강수일수                       | 14               | 12               | 12               | 7                | 4                | 2                | 2                | 3                | 5                | 11               | 15               | 14               | 100              |
| 출처: South African Weather Service |                  |                  |                  |                  |                  |                  |                  |                  |                  |                  |                  |                  |                  |